# Ninja Gaiden 3: Razor's Edge
Ninja Gaiden 3: Razor's Edge è un videogioco d'avventura dinamica del 2012 per Wii U, sviluppato da Team Ninja e distribuito da Nintendo come titolo di lancio per la console. Si tratta di una versione migliorata di Ninja Gaiden 3. In seguito il titolo è stato distribuito anche per PlayStation 3 e Xbox 360 da Koei Tecmo Games.

## Modalità di gioco
I giocatori sono in grado di utilizzare il touchscreen del Wii U GamePad per selezionare diverse armi, usare i ninpo e vedere informazioni aggiuntive del gioco. La decapitazione e lo smembramento sono stati riaggiunti alla serie, così come alcuni elementi di Ninja Gaiden 2; altri elementi di Ninja Gaiden 3 sono stati modificati, come "acciaio contro ossa", la cui esecizione è più veloce, o "arrampicata kunai", più fluida e veloce.
Vi sono armi aggiuntive, tra cui il bastone lunare, una kusarigama e una doppia katana. L'IA è stata migliorata, sono stati introdotti nuovi nemici e alcuni costumi alternativi. Il sistema "punti karma" è stato reintrodotto e viene utilizzato per potenziare armi, ninpo e acquistare nuove abilità e costumi.
Ayane ritorna come personaggio giocabile all'interno della storia e delle modalità online, mentre in seguito sono state aggiunte anche Kasumi e Momiji, giocabili nella modalità Prove ninja e Sfide capitolo.

## Trama
La trama di questo titolo è la stessa di Ninja Gaiden 3, con l'aggiunta di alcune migliorie e di due giornate dal punto di vista di Ayane.
In Giorno 2 - Parigi, Francia, Ayane viene scovata dai terroristi assoldati dai LOA ed è costretta a combatterli per le vie di Parigi. La kunoichi è guidata in questo livello da Irene, in quanto quest'ultima non può chiedere a Ryu il suo aiuto, visto le sue condizioni di salute. Ayane è in grado di combattere i terroristi e gli alchimisti mandati dall'organizzazione e di sventare un attacco missilistico sulla capitale francese grazie all'aiuto dell'agente della CIA.
In Giorno 6 - Struttura marittima, USA, Ayane viene chiamata nuovamente da Irene, questa volta con il compito di infiltrarsi nella nave Black Narwhal per nascondere all'interno un dispositivo di geolocalizzazione. Dopo aver combattuto alcune guardie e i demoni dei LOA, Ayane porta a termine il suo incarico e incontra Irene (che si scopre essere la stessa Sonia già vista in Ninja Gaiden Sigma 2). Quest'ultima le dice che per la CIA, lei e Ryu non sono nemici ma neanche alleati, solamente dei potenti guerrieri che vanno tenuti sotto controllo.

## Sviluppo
Il gioco è stato annunciato all'E3 del 2011 come esclusiva Wii U, dopo il successo di Ninja Gaiden Dragon Sword per Nintendo DS, primo nel suo genere ad utilizzare un controllo touchscreen per impartire comandi, sfruttando la nuova tecnologia del gamepad della Wii U, dotato di schermo. I personaggi di Kasumi e Momiji sono stati aggiunti tramite un DLC gratuito.
Il 6 febbraio 2013 è stata annunciata la versione per PlayStation 3 e Xbox 360, con tutti i DLC già presenti nel gioco.

## Personaggi giocabili
- Ryu Hayabusa, il giovane discendente della stirpe del Drago. Oltre alle armi presenti in Ninja Gaiden 3, Ryu può utilizzare una doppia katana (Jinran-maru e Lama dell'Arcidemone), il bastone lunare e un kusarigama. Inoltre si aggiungono i ninpo Arte dell'inferno e Arte delle lame volanti.
- Ayane, una giovane kunoichi del clan Mugen Tenshin. Le sue armi principali sono due kodachi, Kodachi di Fuma, mentre a distanza lancia dei kunai esplosivi con un fiore di iris sul manico. Il suo ninpo è l'Arte del Dio furioso della montagna, già visto in Dead or Alive 4.
- Momiji è una miko e kunoichi del clan Hayabusa. La sua arma è una naginata, Drago celestiale, mentre a distanza combatte con un arco, Canzone celestiale. Il suo ninpo è l'Arte del loto cremisi, ed è in grado di utilizzare un ninpo minore dal nome Fiamma autunnale.
- Kasumi è una kunoichi del clan Mugen Tenshin, sorellastra di Ayane. La lama utilizzata è una wakizashi lunga, Luna velata, in opposizione con la wakizashi corta che porta dietro la schiena in Dead or Alive. Il suo ninpo è Vento lacerante, mentre a distanza utilizza del kunai.

## Accoglienza
Anche se questo titolo ha ricevuto delle recensioni migliori rispetto a Ninja Gaiden 3, l'accoglienza rimane in alcuni casi tiepida.
Secondo Mitch Dyer di IGN, si tratta di "un enorme passo avanti verso il videogioco che il Team Ninja avrebbe voluto distribuire per 360 e PS3 ad inizio anno. Hayashi e il suo team hanno apprezzato le critiche e le reazioni negative dei fan sfegatati, e per questo meritano una seconda opportunità." La recensione di Ryan McCaffrey, sempre di IGN, con un punteggio di 7.6/10, dichiarò che "è fantastico vedere questo tipo di gioco per giocatori sfegatati su una console Nintendo, soprattutto al lancio della Wii U, e poter dimenticare tutto quello che si è sentito dire riguardo al gioco originale."
D'altra parte, Kevin VanOrd di GameSpot, che valudò il gioco 6 su 10, scrisse: "È più difficile e più variegato del gioco originale, ma Ninja Gaiden 3: Razor's Edge non raggiunge lo splendore dei suoi antenati." Allo stesso modo, Martin Robinson di Eurogamer disse: "Questo è un gioco migliore di Ninja Gaiden 3, e uno che rimedia ai peccati precedentemente commessi dal Team Ninja, ma tristemente è lontano dall'essere geniale." Jim Sterling di Destructoid ha dato un punteggio di 5.5 su 10, aggiungendo che "nulla di questa versione per Wii U può migliorare il gameplay, che rimane arido, frustrato e noioso come prima. Razor's Edge ci offre di più, ma quando l'originale supera quello che il giocatore può sopportare, 'di più' non è una prospettiva valida.